# Paracromastigum
Paracromastigum là một chi rêu trong họ Lepidoziaceae.